# Liliana Nicolaescu-Onofrei
Liliana Nicolaescu-Onofrei (n. 6 noiembrie 1968, Lozova, raionul Strășeni, RSS Moldovenească, URSS) este un pedagog din Republica Moldova, vicepreședinte al Partidului Acțiune și Solidaritate și fost ministru al Educației, Culturii și Cercetării în perioada iunie–noiembrie 2019. A candidat la alegerile parlamentare de la 24 februarie 2019 pe circumscripția uninominală nr. 31 din municipiul Chișinău, devenind deputat în Parlamentul Republicii Moldova până la numirea sa în funcție de ministru. În 2021, a fost aleasă din nou ca deputat în Parlamentul Republicii Moldova, în legislatura a XI-a.

## Biografie
A studiat la Universitatea de Stat din Moldova în 1985-1990. Și-a început cariera odată cu obținerea în 1990 a funcției de lector asistent la Catedra de Limbă Română a Facultății de Litere din cadrul Universității de Stat din Moldova, funcție în care s-a aflat până în 1993. În perioada anilor 1990-1998 a participat la diverse proiecte legate de educație și training în colaborare cu Corpul Păcii al Statelor Unite ale Americii și Fundația Soros din Republica Moldova. A fost director executiv al Centrului educațional „PRO DIDACTICA” în perioada august 1998-octombrie 2010. Între noiembrie 2012 și iulie 2013 a fost consilier în cadrul Ministerul Educației, iar între 2013 și 2015 a fost viceministru în cadrul aceluiași minister. Din 2016, este expert independent în domeniul educației.
A fost distinsă cu Premiul Uniunii Scriitorilor din Moldova pentru debut în poezie, pentru volumul Sensuri s(e)par(a)te, Editura Cartier, 2000.